# Ischnopteris bifinita
Ischnopteris bifinita är en fjärilsart som beskrevs av Walker 1862. Ischnopteris bifinita ingår i släktet Ischnopteris och familjen mätare. Inga underarter finns listade i Catalogue of Life.